# لويس ديشان
لويس ديشان (بالألمانية: Louis Deschamps) (و. 1878 – 1925 م) هو سياسي، من فرنسا، توفي في باريس، عن عمر يناهز 47 عاماً.

## مناصب
تولى منصب نائب فرنسي.